# Normlicht

Die von der CIE genormten Spektralkurven einiger Normlichtarten

Als Normlicht bezeichnet man die genormten spektralen Strahlungsverteilungskurven charakteristischer Strahler.
Strahlungsverteilungen, die dem schwarzen Strahler nahezu identisch sind, werden so Farbtemperaturen zugeordnet. Diese entsprechen der emittierten Strahlung des schwarzen Strahlers bei der entsprechenden Temperatur.
In der ISO-Norm ISO 3664 sind die Kriterien für Normlicht definiert.

## Differenzierungsbereiche
Einige ausgesuchte Normlichtarten mit Angabe der Farbtemperatur und der Farbwertanteile:
- Normlichtart A: relative Strahlungsverteilung des planckschen (schwarzen) Strahlers mit 2856 Kelvin
- Normlichtart D65: Strahlungsverteilung mit einer Farbtemperatur von 6504 Kelvin (entspricht etwa einem grau verhangenen Himmel). Ebenfalls genormt sind D50 (bevorzugt in der Druckindustrie), D55 und D75; dabei wird die Farbtemperatur in 100 K zugesetzt, z. B. D50 = Tageslicht von 5000 K.
Die mit „D“ beginnenden Normlichtarten entsprechen Tageslicht (en: daylight) und beinhalten die natürlichen UV-Anteile des Sonnenlichtes, die für den Menschen zwar nicht sichtbar, aber bei der Arbeit mit fluoreszierenden Oberflächen wichtig sind (etwa bei bestimmten Papierarten).
- Normlichtarten F1 ... F12: Kaufhauslicht, für Leuchtstofflampen mit unterschiedlichen UV-Anteilen.

| Normlichtart | x (Rot) | y (Grün) | z (Blau) | Farbtemperatur | Anmerkung |
| ------------ | ------- | -------- | -------- | -------------- | --- |
| A            | 0,448   | 0,407    | 0,145    | 2856 K         | konventionelle Glühlampe                                                                                             |
| C            | 0,309   | 0,319    | 0,372    | 6774 K         | Tageslicht, heute stattdessen D65                                                                                    |
| E            | 0,333   | 0,333    | 0,333    | 5454 K         | Keine reale Lichtquelle. energetischer Äquivalenzpunkt                                                               |
| B            | 0,349   | 0,354    | 0,298    | 4874 K         | heute nicht mehr gebräuchlich Glühlampe mit einer vorgeschalteten Kupfersulfat-Küvette, um Tageslicht zu simulieren. |